# Плетнёв, Владимир Михайлович
Влади́мир Миха́йлович Плетнёв (род. 27 мая 1978, Копейск) — российский боксёр, представитель второй средней и полутяжёлой весовых категорий. Выступал за сборную России по боксу в середине 1990-х — начале 2000-х годов, серебряный и трижды бронзовый призёр российских национальных первенств, чемпион Европы и мира среди юниоров, победитель и призёр ряда крупных международных турниров. На соревнованиях представлял Челябинскую область, мастер спорта России международного класса. Также известен как тренер по боксу, главный тренер национальной сборной Германии.

## Биография
Владимир Плетнёв родился 27 мая 1978 года в городе Копейске Челябинской области. Активно заниматься боксом начал в возрасте восьми лет в 1986 году, проходил подготовку в местной Специализированной детско-юношеской спортивной школе олимпийского резерва под руководством тренера Сергея Александровича Рыжикова.
С 1996 года постоянно проживал в Челябинске, в период 1996—1997 годов проходил срочную службу в рядах Вооружённых Сил РФ. Окончил Уральскую государственную академию физической культуры.
Впервые заявил о себе как боксёр ещё в 1994 году, выиграв чемпионат Европы среди кадетов в Греции. Год спустя был лучшим на европейском юниорском первенстве в Венгрии, ещё через год стал чемпионом России среди юниоров и одержал победу на чемпионате мира среди юниоров в Гаване. За эти выдающиеся достижения был удостоен почётного звания «Мастер спорта России международного класса» (1995).
Первого серьёзного успеха на взрослом уровне добился в сезоне 1998 года, когда в зачёте второго среднего веса получил награду бронзового достоинства на чемпионате России в Белгороде, взял бронзу на Кубке России в Красноярске, занял первое место на Кубке Швейцарии в Невшателе и принял участие в двух матчевых встречах со сборной США, выиграв у американских боксёров Джерсона Равело и Кендалла Гулда.
В 1999 году на домашнем чемпионате России в Челябинске Плетнёв сумел дойти до финала второго среднего веса, уступив в решающем поединке будущему олимпийскому чемпиону из Дагестана Гайдарбеку Гайдарбекову. Помимо этого, он выступил на мемориальном турнире «Странджа» в Болгарии, где так же дошёл до финала.
На чемпионате России 2000 года в Самаре был остановлен на стадии полуфиналов представителем Самарской области Денисом Поповом. Последний раз показал сколько-нибудь значимые результаты на всероссийском уровне в сезоне 2001 года, когда на первенстве страны в Саратове вновь выиграл бронзу, на сей раз потерпел поражение от будущего чемпиона мира и Европы Евгения Макаренко, а также добавил в послужной список бронзовую награду Кубка России в Подольске — проиграл здесь пермяку Михаилу Гале.
После завершения спортивной карьеры занялся тренерской деятельностью. В середине 2000-х годов уехал на постоянное жительство в Германию, возглавив немецкую национальную сборную по боксу.